# شهرداری دزفول
شهرداری دزفول سازمان همگانی غیردولتی است که با مدیریت شهردار دزفول فعالیت می‌کند.
شهردار دزفول از طریق رأی‌گیری در شورای شهر دزفول انتخاب و به وزارت کشور معرفی می‌شود؛ وزارت کشور با بررسی صلاحیت فرد منتخب شورا، حکم شهردار را صادر می‌کند. شهرداری دزفول تا سال ۱۴۰۳ شامل سه منطقه است؛ مدیریت هر منطقه به عهده شهردار آن منطقه است که توسط شهردار دزفول انتخاب می‌شود و با نظارت معاون امور مناطق فعالیت می‌کنند. ساختمان مرکزی شهرداری دزفول در خیابان شهرداری، تقاطع خیابان فرمانداری قرار دارد.
درجه این شهرداری ۱۰ و تعداد پرسنل آن جدای از سازمان‌های وابسته قریب به ۱۶۰۰ نفر است.

## پیشینه
پیشینه شهرداری دزفول به دوره قاجاریه بازمی‌گردد. نخستین نظام‌نامه بلدیه (شهرداری) در دزفول سال ۱۲۹۹ تصویب شده‌است.
شهرداری دزفول ششمین شهرداری در کشور و نخستین شهرداری در استان خوزستان  است که در سال ۱۲۹۹ ه‍.ش تأسیس شد؛ و تا کنون عمری بیش از ۱۰۰ ساله را پشت سر نهاده‌است. پس از تصویب «قانون بلدیه» در ۱۹ خرداد ۱۲۸۶ شمسی تا سال ۱۳۰۰ مجموعاً در ده شهر شهرداری تأسیس شد. این شهرها عبارت بودند از تهران در سال ۱۲۸۶ ،شیراز و همدان در سال ۱۲۹۰، تبریز در سال ۱۲۹۶، مشهد و آستارا در سال ۱۲۹۷، دزفول در سال ۱۲۹۹ و مراغه، کرمان و ماکو در سال ۱۳۰۰.

### شهرداران
از آغاز تأسیس نهاد مدیریت شهری در دزفول ده‌ها نفر مدیریت شهرداری دزفول را بر عهده داشته‌اند.
فهرست ده تن از آخرین شهرداران و سرپرستان شهرداری دزفول به شرح زیر است:
| ردیف | نام                       | مدت مسئولیت            | از              | تا              | منبع   |
| ---- | ------------------------- | ---------------------- | --------------- | --------------- | ------ |
| ۱    | محمد عتاب اهوازی          | -                      | ۳۱ فروردین ۱۴۰۲ | تا کنون         | [ ۶ ]  |
| ۲    | عباس یوسفی‌نژاد (سرپرست)   | ۴ ماه و ۱۸ روز         | ۱۳ آذر ۱۴۰۱     | ۳۱ فروردین ۱۴۰۲ | [ ۷ ]  |
| ۳    | سیدمحمدحسن عیسی‌زاده       | ۱ سال و ۳ ماه و ۳ روز  | ۱۰ شهریور ۱۴۰۰  | ۱۳ آذر ۱۴۰۱     | [ ۸ ]  |
| ۴    | محمد مهرآفرین (سرپرست)    | ۲۵ روز                 | ۱۶ مرداد ۱۴۰۰   | ۱۰ شهریور ۱۴۰۰  | [ ۹ ]  |
| ۵    | علی انصاری (سرپرست)       | ۱ ماه و ۷ روز          | ۱۰ تیر ۱۴۰۰     | ۱۶ مرداد ۱۴۰۰   | [ ۱۰ ] |
| ۶    | محمدعلی دوائی‌فر           | ۳ سال و ۶ ماه و ۲۷ روز | ۱۳ آذر ۱۳۹۶     | ۱۰ تیر ۱۴۰۰     | [ ۱۱ ] |
| ۷    | ایمان کناری (سرپرست)      | ۳ ماه و ۱۱ روز         | ۳ شهریور ۱۳۹۶   | ۱۳ آذر ۱۳۹۶     | [ ۱۲ ] |
| ۸    | محمدرضا کرمی‌نژاد          | ۳ سال و ۸ ماه و ۱۷ روز | ۱۸ آذر ۱۳۹۲     | ۳ شهریور ۱۳۹۶   | [ ۱۳ ] |
| ۹    | رجبعلی فولادنژاد (سرپرست) | ۱ ماه و ۲۱ روز         | ۲۸ مهر ۱۳۹۲     | ۱۸ آذر ۱۳۹۲     | [ ۱۴ ] |
| ۱۰   | محمدعلی دوائی‌فر           | -                      |                 | ۲۸ مهر ۱۳۹۲     | [ ۱۵ ] |

## مدیران و معاونت‌ها
شهرداری دزفول به عنوان یک نهاد عمومی برای انجام ماموریت‌های خود مدیران و معاونت‌هایی در حوزه‌های مختلف فرهنگی، اجتماعی، ترافیکی و … دارد.

### مدیران مناطق
- مدیریت منطقه یک شهرداری دزفول
- مدیریت منطقه دو شهرداری دزفول
- مدیریت منطقه سه شهرداری دزفول

### معاونت‌ها
- معاونت فرهنگی و اجتماعی
- معاونت امور زیربنایی و ترافیک
- معاونت شهرسازی و معماری
- معاونت خدمات شهری

### مدیران سازمان‌ها
- مدیریت سازمان سیما، منظر و فضای سبز شهری
- مدیریت سازمان حمل و نقل بار و مسافر
- مدیریت سازمان پسماند
- مدیریت سازمان آرامستان‌ها
- مدیریت سازمان آتش‌نشانی و خدمات ایمنی